# Глен Белл
Глен Вільям Белл, молодший (англ. Glen William Bell, Jr.; 3 вересня 1923 — 17 січня 2010, Лінвуд, Каліфорнія — Ранчо-Санта-Фе, Каліфорнія) — американський підприємець, засновник мережі ресторанів швидкого харчування Taco Bell.

## Життєпис
Народився Глен Белл 03 вересня 1923 року в Лінвуді, Каліфорнія. Коли йому було 5 років, родина переїхала в невеликій фермі в штаті Орегон. Дитячі роки Глена важкими, сім'я переживала важкі часи, і він сам заробляв собі на життя. У 1934 році сім'я переїхала на південь від Сан-Бернардіно в Сідар-Спрінгс, на ранчо, що належало бабусі по матері. 1941 року в Сан-Бернардіно Глен Белл закінчив школу .
Глен Белл ветеран Другої світової війни, служив у Корпусі морських піхотинців, у 1946 залишив військову службу, і відкрив свою першу закусочну в 1948 році, натхненний успіхом створеного вісьмома роками раніше «Макдоналдса». Спочатку його закусочна Taco Tia спеціалізувалася на продажі хот-догів і гамбургерів, проте незабаром Белл вирішив змінити поле діяльності та перейшов на іспаномовних споживачів, залишивши в меню лише характерні для мексиканської кухні страви: тако, буріто і начос.
Безпосередньо Taco Bell бізнесмен створив у 1964 році, після того, як продав свою частку у компанії Ель Taco. До кінця 1970-х років мережа нараховувала 868 ресторанів, і в 1978 році Белл продав Taco Bell компанії PepsiCo за 125 мільйонів доларів. На 2010 рік Taco Bell є найпоширенішою мережею ресторанів з мексиканської кухнею, яка обслуговує понад 36 мільйонів клієнтів щотижня.
Белл помер 17 січня 2010 на 87-му році життя у власному будинку в Ранчо-Санта-Фе, штат Каліфорнія від серцевого нападу. Після смерті у Белла залишилася дружина і троє дітей.